# Слободище (Московская область)
Слободи́ще — деревня в Орехово-Зуевском районе Московской области России. Входит в состав Орехово-Зуевского городского округа. Население — 234 чел. (2010).

## История
Первое упоминание о Слободище встречается в переписной книге 1646 года: «…Волость Гуслицкая, а в ней погост, а на погосте церковь Ильи Пророка древяна… Да тое же Гуслицкой волости: …Дрв. Слободища, а в ней крестьян: Корнилко Тимофеев, в. Митка Дмитриев, в. Митка Тимофеев, в. Матюшка Дмитреев, в. Ефтюшка Михайлов, в. Савка Иванов, в. Трошка Иванов с сыном з Гараскою, в.. Гришка Иванов з зятем сь Янькою Марковым, в. Ивашко Петров с сыном Фомкою…»
Предположительно название связано с тем, что ранее на этом месте находилась слобода. Суффикс «-ищ» указывает на большой размер селения (подобно словам «сапожище», «мужичище», «волчище»)
Слободище расположено в центре исторической местности Гуслицы. Это крупное старообрядческое селение. Большинство жителей — последователи Рогожского кладбища (окружники). Немного семей неокружников-даниловцев. Общественный храм-моленная во имя церкви Иконы Божией Матери Казанской (с престолом). Небольшая неокружническая моленная. Слободище — центр одного из старейших старообрядческих приходов в Гуслицах.
Среди владельцев — родственники сосланной в Суздаль царицы Евдокии Лопухиной, заводчик Демидов, переселивший часть населения Гуслиц в Сибирь, майорша Л. И. Евреинова, помещица, вдовствующая действительная камергерша О. А. Жеребцова. Из Слободищ происходили и известные купцы Рахмановы.
При Петре Первом владельцем Гуслицы стал его сподвижник Александр Меньшиков. После того, как он оказался в опале, указом от 11 июня 1728 года Петр Второй передал Гуслицкую волость родственнику, двоюродному племяннику первой жены Петра Первого Евдокии Федоровны адмиралу, генерал-лейтенанту Степану Васильевичу Лопухину. В «Жалованной грамоте» записано: «За ним же Степаном Лопухиным … пожалованная вотчина бывшего князя Меньшикова в Московском уезде: Гуслицкая волость, а в ней погост на речке Поповке, а на погосте церковь во имя святого пророка Илии, и на том погосте другая церковь во имя чудотворца Николая. На том погосте 3 двора поповых, двор дьяконов, 2 двора дьячковых, двор пономарев, двор земского дьячка, один бобылев двор. Да крестьянские деревни, а в них дворов: (…) деревня Слободище — 27 дворов»
Согласно одному из документов 1840 года, «сельцо Слободищи» включало один двор православных (4 мужчины и 4 женщины) и 33 двора старообрядцев (186 мужчин, 179 женщин).
Е. Я. Голоднов привел выписку из «Указателя селений и жителей уездов Московской губернии Богородского уезда» за 1852 г.: «Слободищи, сельцо 1-го стана, владелец Норд Егор Егорович, штабс-ротмистр, крестьян 617 душ мужского пола, 685 — женского,225 дворов, 75 верст от Москвы и 51 от уездного города, по Коломенскому тракту».
В XIX веке Слободище входило в состав Ильинской волости Богородского уезда Московской губернии.
Слободище неоднократно переживало крупномасштабные пожары, когда огнём уничтожалось от 5 до 90 % домов и хозпостроек. В 1879 году в результате сильнейшего пожара деревня была почти полностью уничтожена, сильно пострадали плантации гуслицкого (т. н. богемского) хмеля местного жителя, крестьянина Григория Климовича Гусятникова.
С первой половины XVII века в Гуслицкой округе (включая дер. Слободищи) началось разведение богемского хмеля, остававшегося сельскохозяйственной культурой вплоть до 50-х годов XX века.
В 1830-х годах жители Слободищ также были известны как заводчики гусей, Р. И. Шредер в 1881 году даже пересказывал местную легенду о том, что название Гуслиц якобы произошло от разведения здесь гусей.
Также население деревни занималось картофелеводством, кустарными (надомное ткачество, гуслицкая книжная роспись, иконопись) и отхожими промыслами. С ростом промышленности в России и, в частности, в близлежащих городах — Егорьевске, Орехово-Зуево, Богородске среди жителей деревни возросло количество фабричных рабочих, занятых в основном на ткацких предприятиях, принадлежащих русским промышленникам-старообрядцам.
В 1899 году в сельце проживало 1785 человек, была земская школа и квартира пристава 1-го стана.
Слободище упоминается в романе А.В. Перегудова «В те далекие годы».
В начале XX века в составе Слободищ выделялись слободки Богатая, Щемиловка, Щеголиха, Лупиловка и др.

## Расположение
Деревня расположена на реке Гуслица примерно в 34 км к югу от центра города Орехово-Зуево. Рядом с деревней находится развязка Егорьевского шоссе и Московского большого кольца.
Ближайшая железнодорожная станция — ст. «Ильинский Погост» Московско-Казанской железной дороги (код станции: 233364).

## Население
Согласно Всероссийской переписи, в 2002 году в деревне проживало 262 человека (115 мужчин и 147 женщин); преобладающая национальность — русские. По данным на 2005 год в деревне проживало 254 человека.
В настоящее время коренные жители (уроженцы) деревни составляют меньшинство. В основном в деревне живут москвичи, егорьевцы и орехово-зуевцы — владельцы собственных загородных хозяйств. В деревне имеются фельдшерский пункт, магазин, библиотека, кладбище.
| 1926 | 2002 | 2006 | 2010 |
| ---- | ---- | ---- | ---- |
| 1445 | ↘262 | ↘254 | ↘234 |

В деревне Слободище родился, жил и ушёл на фронт в 1943 году Лапушкин Филипп Семенович.
За мужество и героизм проявленные Ф. С. Лапушкиным в операции по форсированию Днепра, ему присвоено звание Героя Советского Союза (указ Президиума Верховного Совета от 15.01.1944 года).
На центральной площади деревни расположен мемориал памяти воинов-жителей Слободищ, погибших в годы Великой Отечественной войны.

## Достопримечательности
- Старообрядческая церковь Иконы Божией Матери Казанской

- Галерея
- Церковь Казанской Божей Матери
- Арочные ворота